# Institución Educativa Emblemática San Juan (Trujillo)
El Colegio Nacional San Juan  es un centro de educación de la ciudad de Trujillo, Perú. Fue fundado 18 de mayo de 1854. Actualmente tiene la categoría de Institución Educativa Emblemática Nacional.

## Historia
Fue creado por gestión del obispo de Trujillo, Monseñor Agustín Guillermo Charún para estudiantes laicos el 18 de mayo de 1854, durante el gobierno del entonces presidente peruano José Rufino Echenique. De esa manera se buscaba descongestionar el Colegio Seminario San Carlos y San Marcelo de alumnos que no tuvieran la vocación sacerdotal y mejorar la disciplina de aquel. 
Se fundó con el nombre de "Instituto Nacional de Ciencias", y posteriormente tomó el nombre de Colegio Nacional San Juan, iniciando sus labores educativas el 23 de agosto del mismo año en el local de la Universidad Nacional de Trujillo, para pasar posteriormente al local del Convento supreso de San Francisco (1874).
Su primer reglamento se expidió el 25 de diciembre de 1856 y se reformó el 15 de enero y 23 de diciembre de 1856.

## Cronología de los Directores
Según una ardua investigación, realizada por el profesor Wilfredo Martín Rodríguez Rodríguez, la cual se encuentra en exposición en el museo del mismo colegio, se establece esta cronología, la cual está hecha sobre la base de las memorias de los diversos directores del colegio, así como de fuentes privadas del autor.

### Rectores del Colegio San Juan
Durante los primeros años de vida institucional del Colegio, se nombraron Rectores para dirigirlo. Algunos de ellos eran (posteriormente o a la vez) rectores de la Universidad Nacional de Trujillo.

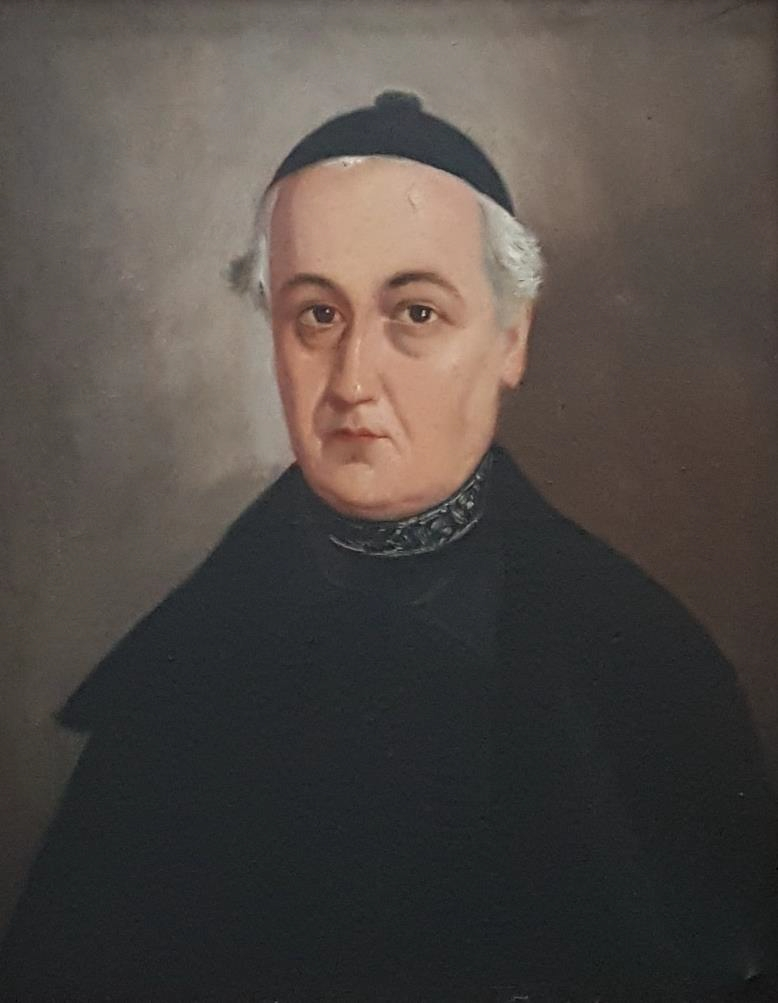
José Isidro Bonifaz, Rector de la Institución Educativa Emblemática San Juan (Trujillo)

- Dr. José Isidro Bonifaz (1854 – 1855)
- Dn. Juan Manuel Arbayza (1855 – 1856)
- Dr. Miguel Wenceslao Garaycochea (1856 – 1857)
- Br. Andrés Castillo (1857)
- Dn. Pedro Martín Olivos (1857)
- Dr. Miguel Wenceslao Garaycochea (1857 – 1859)

Del 7 de marzo al 17 de octubre de 1860, por motivos desconocidos, el Supremo Gobierno clausuró el Colegio; debido a esta razón, prácticamente, San Juan no funcionó durante el año de 1860.
- Dr. José Clemente Peralta (1860 – 1864)
- Dr. Manuel María Archimbaud (1865 – 1866)
- Dn. Antonio Pacheco (1866)
- Dn. Juan Manuel Arbayza (1866)
- Br. Andrés Castillo (1867)

No existe referencia alguna respecto a la vida del Colegio durante al año de 1867. Ésta fue una consecuencia de la terrible epidemia de fiebre amarilla que azotó a toda la ciudad. Se conoce, además, que en dicho año ningún otro plantel funcionó en Trujillo.
- Dr. Manuel María Archimbaud (1868)
- Br. Andrés Castillo (1869)
- Dr. Manuel María Archimbaud (1869 – 1871)
- Br. Ademar Pagador (1872)
- Dr. Exequiel Vega (1872)
- Br. Ademar Pagador (1872 – 1873)
- Dr. José María Valderrama (1873 – 1874)
- Br. Andrés Castillo (1874 – 1876)
- Dr. Exequiel Vega (1877)
- Br. Ademar Pagador (1877)
- Br. Andrés Castillo (1877 – 1878)
- Dn. José Essing (1878)
- Dr. Exequiel Vega (1878 – 1881)

Desde el 18 de febrero de 1881 hasta el 27 de enero de 1885, San Juan suspendió sus labores académicas debido a su participación en la infausta guerra con Chile. Participaron valientemente tanto sus docentes como sus alumnos.
- Dr. José María Checa (1885 – 1906)
- Dr. Gustavo von Ries (1906 – 1916)
- Dr. Enrique R. Blondet (1916)
- Dr. Juan de Dios Lora y Cordero (1916 – 1919)
- Dr. Luis H. Bouroncle (1919 – 1922)
- Dr. Erasmo Beraund (1923 – 1924)
- Dr. Miguel Ángel Cornejo (1924 – 1927)
- Dr. José S. Wagner (1927 – 1930)

### Directores del Colegio San Juan
A partir de 1931, se pone fin a la denominación del Rectorado, con un total de 32 rectores desde 1854, y sucesivamente, se nombra a los Directores como las principales autoridades del Plantel.
- Dr. José Gabriel Cosío Medina (1931 – 1933)
- Dr. Rodolfo Seyffari (1934 – 1939)
- Dr. Francisco B. Lizarzaburu Zevallos (1940 – 1948)
- Dr. Humberto Oliveros Márquez (1949 – 1950)
- Dr. Benjamín Abarca Farfán (1951 – 1952)
- Dr. Germán Torres Lara Ampuero (1953 – 1955)
- Dr. Francisco B. Lizarzaburu Zevallos (1955 – 1956)
- Dr. Mario Revoredo Reynafarje (1956 – 1958)
- Dr. Sixto Alarcón Sánchez (1959 – 1961)
- Dr. Oscar Olivera Arguedas (1962)
- Dr. Ernesto A. Araujo Castillo (1962)
- Dr. Sixto Alarcón Sánchez (1963 – 1969)
- Ing. Lizardo Rodríguez Mantilla (1970 – 1971)
- Dr. César Adolfo Alva Lezcano (1971 – 1976)
- Dr. Guillermo Urbina Prado (1976 – 1981)
- Prof. Ernesto A. Araujo Castillo (1982 – 1983)
- Prof. Julio Zavaleta Alayo (1983 – 1984)
- Prof. Ernesto Ulco Orbegoso (1985 – 1988)
- Prof. Julio Zavaleta Alayo (1989 – 1990)
- Prof. Nicolás Angulo Moreno (1990 – 1992)
- Prof. Fermín Beltrán Aguilar (1992 – 1995)
- Prof. Ruperto Cabrera Cabrera (1996 – 1997)
- Prof. Fermín Beltrán Aguilar (1998 – 1999)
- Prof. Estuardo Luján Vereau (1999 – 2000)
- Prof. Ebelio Beltrán Quijano (2001 – 2004)
- Prof. Juan Tacanga López (2004 – 2015)
- Dra. Fátima I. Acevedo Diez (2015 – presente)

Dando un total de 27 directores hasta la fecha.

## Historia del Batallón San Juan
Según investigaciones del profesor Wilfredo Martín Rodríguez Rodríguez, la historia de la Institución Educativa Emblemática San Juan de Trujillo, es muy amplia y en especial de uno de los estamentos más importantes, en relación a la identidad institucional, el Batallón San Juan,  el cual tiene como antecedente el contexto de la infausta Guerra del Guano y del Salitre (1879 - 1883) en donde se enfrentaron las naciones de Chile, Bolivia y Perú, por aspectos económicos y territoriales. En dicho momento el colegio se llenó de honor y gloria, al conformar, alumnos y docentes del colegio, el Batallón N°2 y la Guardia Nacional de Trujillo, cuyo objetivo principal fue proteger la ciudad ante la invasión chilena. Merecen una mención especial el Dr. Nicolás Carlos de Vega y el Dr. José María Checa, quienes fueron los verdaderos gestores de dichos agrupamientos, respectivamente, y cuyas memorias deben estar siempre presente en lo más alto de la gloria sanjuanista. 
Así también es muy importante conocer a algunos valerosos sanjuanistas, quienes sobresalieron por su decidida participación, en uno de los momentos más críticos para el país, y son los siguientes: el Dr. Pedro Manuel Rodríguez (secretario de Andrés A. Cáceres), el Dr. Nicolás Lizarzaburu, el Dr. Federico Taboada, el Dr. Andrés Cáceres, el Dr. Enrique O'Donovan, el D|r. Manuel María Archimbaud, el Dr. Pedro M. Ureña, entre muchos más, los cuales son considerados como verdaderos héroes sanjuanistas en la Guerra con Chile. “Honor y gloria a ellos...”.

Específicamente, el origen del Batallón San Juan, se remonta a inicios del siglo XX, cuando el gobierno de turno (Oscar R. Benavides) estableció a nivel nacional la IPM (Instrucción Pre Militar), iniciándose de tal manera la conformación de los batallones de cada grado y sección, para participar en las Paradas Militares. Hasta donde se tiene registro, el primer triunfo que se llegó a obtener fue en el año de 1952, mediante el cual toma en posición temporal, por primera vez, el Sol Radiante, máximo galardón concedido por el Ejército Peruano; y que posteriormente al conseguir el primer puesto en los años de 1953, 1954 y 1955, se hizo acreedores, en calidad de dueños absolutos, de dicho Sol Radiante. Merecen una mención muy especial, por su arduo desempeño, los Instructores Pre Militares: el Sub Teniente EP. Julián Velarde Esquivel y el Sub Oficial EP. Emilio Quispe Ramírez.
Seguidamente, otro hecho de grato recuerdo para todos aquellos que estudiaron durante las décadas de 1960 y 1970, es la presencia del Instructor Pre Militar Bernabé Cordero Alarcón, quien llegó a ocupar dentro de la jerarquía Pre Militar a nivel nacional, el máximo grado que se puede obtener, el grado de Sub Oficial Maestro del Ejército Peruano. Él logró que el plantel sobresalga entre todos los demás colegios de la región y que llegara a ser denominado como el mejor plantel en la instrucción pre militar., durante diez años consecutivos. Con el Sub Oficial Cordero, la institución llegó a ganar tres veces el “Sol Radiante”, los cuales corresponden a los años de 1963, 1967 y 1970. Posteriormente la IPM fue suspendida del nivel educativo en 1970, hasta que desapareció del sistema, definitivamente en 1980.
Es partir de la década de 1980, en que se radicalizaron las peleas y enfrentamientos con los alumnos de la GUE Sánchez Carrión, siendo cada vez eran más constantes en todo evento escolar, en el que se encontraran, tanto a nivel deportivo como cultural; es por tal razón que nuestra institución, con sus antagónicos, fueron sancionados por las autoridades educativas competentes de Trujillo, impidiéndoseles participar en los concursos de marcha, organizado por la 32° División de Infantería del Ejército Peruano; y solo se podían hacer presentes como invitados.
Posteriormente, en el año 1992, es nombrado como Instructor de Marcha, el Profesor Víctor Chiu Pardo, el cual con un estilo propio y un especial entrenamiento, se llega a obtener el primer puesto en el desfile por fiestas patrias, después de muchos años, logrando obtener el gallardete de eficiencia, que ponía en disputa la 32° División de Infantería del Ejército Peruano de nuestra ciudad, empezando así una extraordinaria sucesión de logros y triunfos, con tal sabio instructor. En 1993 se llega a obtener el puntaje más alto, entre todos los colegios de Trujillo, 457 puntos, nombrándonos, nuevamente ganadores absolutos a nivel general; y en los años de 1994, 1996 y 1997 nuevamente llegamos a ser ganadores absolutos, ocupando el primer puesto en los desfiles por fiestas patrias, haciéndonos acreedores del tan anhelados gallardetes de eficiencia de la 32° División de Infantería del Ejército. Hasta que llegó el año 1998, en que además de ocupar el primer puesto a nivel distrital, provincial y regional,  se gana el Primer Concurso Nacional de Marcha, organizado por el Ministerio de Educación, en Lima, haciendo merecedores del Premio Presidente de la República. 
Fue dicho año, uno de los más inolvidables para todos aquellos que participaron en dicha hazaña gloriosa. Finalmente, por una invitación del gobierno, siendo presidente constitucional el Ing. Alberto Fujimori Fujimori; se otorgó el privilegio de aperturar el 29 de julio de 1998,  la Gran Parada Cívico-Militar en el mismo Campo de Marte, en Lima, hecho que hizo saborear la gloria y el gran orgullo de sentirse trujillano, liberteño, pero sobre todo sanjuanista… Posteriormente al regresar a la ciudad de Trujillo fueron condecorados con el Estandarte Cívico de la Ciudad y se les nombró hijos predilectos de Trujillo, además de ser homenajeados por diversas instituciones civiles, policiales y militares.
Hasta el año 2018, con las sabias enseñanzas del gran maestro Víctor Chiu Pardo, se ha llegado a ostentar más de 100 gallardetes de los diferentes eventos, en los que el glorioso San Juan, participó y ganó. 

## Sanjuanistas destacados
- Ciro Alegría
- Marco Antonio Corcuera
- Ramón Kobashigawa Kobashigawa
- Walter Alva Alva
- José Watanabe
- Ricardo Fernández
- Eugenio Chang Rodríguez
- Alfonso Barrantes Lingán
- Alcides Spelucín Vega
- Macedonio de la Torre
- Luis de la Puente Uceda
- Rafael Larco Herrera